# Václav Jiráček (dirigent)
Václav Jiráček (3. srpna 1920 Hradec Králové – 24. listopadu 1966 Bratislava) byl český dirigent a skladatel.

## Život
Vyrůstal v Třeboni, kde vystudoval gymnázium. V letech 1939-1944. studoval na Pražské konzervatoři dirigování u Pavla Deděčka a Metoda Doležila, skladbu u Rudolfa Karla, Karla Janečka a Pavla Bořkovce, ve hře na klavír se zdokonaloval ve třídě Rudolfa Kliera. V letech 1944 až 1945 se zdokonaloval jako dirigent pod vedením Václava Talicha.
Po obnovení samostatnosti Československa nadále působil v Národním divadle, nejprve jako korepetitor, poté v letech 1945 až 1948 jako dirigent baletních představení. Poté až do roku 1951 působil jako dirigent opery a baletu v ostravské opeře.
V letech 1951 až 1961. byl druhým dirigentem Symfonického orchestru Českého rozhlasu. V letech 1960 až 1961 řídil rovněž Sbor Pražského rozhlasu. V roce 1957 se zúčastnil zájezdu Československého státního souboru písní a tanců do SSSR, Mongolska, Severní Koreje a Číny. Dne 24. května 1957 v Praze dirigoval československou premiéru Druhého klavírního koncertu Dmitrije Šostakoviče (sólista Michail Voskresenskij), dva týdny po světové premiéře tohoto díla v Moskvě.
V roce 1961 krátce vedl Symfonický orchestr bratislavského rozhlasu. Od roku 1962 až do konce života vedl Státní filharmonii Ostrava.
Zahynul 24. listopadu 1966 při havárii letadla Il-18 krátce po startu z bratislavského letiště.

## Dílo
Jiráčkovy skladby zahrnují houslové (1944) a klavírní (1951) sonáty, smyčcový kvartet a klavírní kvintet. Tři Jiráčkovy vokální cykly byly napsány na texty Jiřího Volkera, Stanislava Kostky Neumanna a Josefa Hory, Jiráček také zhudebnil Mirabeauův most Guillauma Apollinaira (překlad Jaroslav Seifert).